# Berge Olofson Ström
Berge Olofson Ström (även Berge Olofsson Ström), född 1688, död 24 maj 1762, var en grosshandlare verksam i Stockholm, känd för att på 1740-talet ha förvärvat ön Stenskär i Stockholms ström, som sedan fick namnet Strömsborg efter det borgliknande hus som han uppförde 1750 (Ströms borg). Han förvärvade även 1747 Birger jarls torn på Riddarholmen och därefter uppförde han de byggnader som idag kallas Överkommissariens hus och Gamla Auktionsverket.